# اسپریدون پوتین
اسپریدون پوتین (به روسی: Спиридон Иванович Путин) (انگلیسی: Spiridon Putin; ۱۹ دسامبر ۱۸۷۹ – ۱۹ دسامبر ۱۹۶۵) سرآشپز، و آشپز اهل امپراتوری روسیه بود. او به عنوان سرآشپز شخصی ولادیمیر لنین و جوزف استالین کار می‌کرد. او پدربزرگ پدری ولادیمیر پوتین بود.

## اوایل زندگی
اسپیریدون پوتین در یک خانواده روسی، در استان تور، امپراتوری روسیه، در خانواده ایوان پتروویچ پوتین (۱۸۴۵–۱۹۱۸) و پاراسکوا ماتویونا پوتینا (متولد گلوبوا، ۱۸۴۴–۱۹۰۶) به دنیا آمد. در ۱۲ سالگی با پسر عمویش در مسافرخانه ای در تور کار می‌کرد و در ۱۵ سالگی برای تحصیل آشپزی به سن پترزبورگ نقل مکان کرد.

## پیشه
پوتین در هتل معروف آستوریا کار می‌کرد، جایی که زمانی در آنجا به گریگوری راسپوتین خدمت می‌کرد. راسپوتین به پوتین یک روبل طلا داد زیرا او تحت تأثیر آشپزی قرار گرفت و متوجه شباهت بین نام آنها شد.

### شغل آشپزی برای لنین و استالین
پس از انقلاب روسیه در سال ۱۹۱۷، پوتین به خانه اجدادی خود در استان تور گریخت. او بعداً به پتروگراد بازگشت و پس از آن به مسکو نقل مکان کرد.
در مسکو سرآشپز ولادیمیر لنین شد. پس از مرگ لنین در سال ۱۹۲۴، پوتین برای بیوه‌اش نادژدا کروپسکایا و خواهرش تا سال‌ها بعد آشپزی کرد. در این مدت پوتین گهگاه برای جوزف استالین هم آشپزی می‌کرد. پوتین به احتمال زیاد در استخدام اِن‌کاوه‌ده، سلف پلیس مخفی کا‌گ‌ب، خدمت می‌کرد. پس از مرگ کروپسکایا در سال ۱۹۳۹، پوتین به عنوان سرآشپز در پانسیون حزب کمونیست مسکو در ایلینسکی، استان مسکو، کار کرد.

## زندگی شخصی
اسپریدون پوتین در سال ۱۹۶۵ درگذشت. از چهار پسر او، دو پسر در جنگ جهانی دوم جان باختند و پدر ولادیمیر پوتین که او نیز ولادیمیر نام داشت، در جنگ فلج شد. تنها یک پسر به نام الکساندر، از جنگ سالم برگشت.

## مرگ
اسپریدون پوتین تا اندکی پیش از مرگش در ۸۶ سالگی اش در مسکو، روسیه اتحاد جماهیر شوروی، به عنوان سرآشپز کار می‌کرد.